# Беїле-Борша
Беїле-Борша (рум. Băile Borșa) — село у повіті Марамуреш в Румунії. Адміністративно підпорядковане місту Борша.
Село розташоване на відстані 376 км на північ від Бухареста, 84 км на схід від Бая-Маре, 131 км на північний схід від Клуж-Напоки.

## Населення
За даними перепису населення 2002 року у селі проживали 5752 особи.
Національний склад населення села:
| Національність | Кількість осіб | Відсоток |
| -------------- | -------------- | -------- |
| румуни         | 5266           | 91,6%    |
| угорці         | 449            | 7,8%     |
| німці          | 18             | 0,3%     |
| цигани         | 12             | 0,2%     |
| українці       | 5              | 0,1%     |

Рідною мовою назвали:
| Мова      | Кількість осіб | Відсоток |
| --------- | -------------- | -------- |
| румунська | 5334           | 92,7%    |
| угорська  | 389            | 6,8%     |
| німецька  | 13             | 0,2%     |
| циганська | 12             | 0,2%     |